# Serena Vergano
Adalgisa Serena Maggiora Vergano (Milano, 25 agosto 1943) è un'attrice italiana.

## Biografia
Ha studiato arte drammatica a Roma iniziando la sua carriera in Italia come attrice nel film Dolci Inganni del 1960 diretto da Alberto Lattuada. In Spagna ha recitato nel 1963 in Il grande ribelle (Mathias Sandorf), diretto da Georges Lampin, decidendo poi di stabilirsi in Spagna. All'inizio degli anni 70, si è sposata con l'architetto spagnolo Ricardo Bofill, ritirandosi dal cinema per poi riapparire negli anni 80 in ruoli secondari.

## Filmografia

### Cinema
- Dolci inganni (I dolci inganni), regia di Alberto Lattuada (1960)
- Il brigante, regia di Renato Castellani (1961)
- Leoni al sole, regia di Vittorio Caprioli (1961)
- Una vita violenta, regia di Paolo Heusch e Brunello Rondi (1962)
- Cronaca familiare, regia di Valerio Zurlini (1962)
- Esame di guida (Tempo di Roma), regia di Denys de La Patellière (1963)
- Il grande ribelle (Mathias Sandorf), regia di Georges Lampin (1963)
- Senza sole né luna, regia di Luciano Ricci (1964)
- Brillante porvenir, regia di Vicente Aranda e Román Gubern (1965)
- Noche de vino tinto, regia di José María Nunes (1966)
- Circles, regia di Ricardo Bofill (1966) - corto
- Una historia de amor, regia di Jorge Grau (1967)
- Al ponerse el sol, regia di Mario Camus (1967)
- Dante no es únicamente severo, regia di Jacinto Esteva e Joaquim Jordà (1967)
- Cada vez que..., regia di Carlos Durán (1968)
- Digan lo que digan, regia di Mario Camus (1968)
- Palabras de amor, regia di Antoni Ribas (1968)
- Justine, ovvero le disavventure della virtù (Marquis de Sade: Justine), regia di Jesús Franco (1969)
- Il trono di fuoco, regia di Jesús Franco (1969)
- Jutrzenka · Un invierno en Mallorca, regia di Jaime Camino (1970)
- La Lola, dicen que no vive sola, regia di Jaime de Armiñán (1970)
- Liberxina 90, regia di Carlos Durán (1970)
- Esquizo, regia di Ricardo Bofill (1970)
- Historia de una chica sola, regia di Jorge Grau (1971)
- Carta de amor de un asesino, regia di Francisco Regueiro (1973)
- El extranger-oh! de la calle Cruz del Sur, regia di Jorge Grau (1987)
- Blue Gin, regia di Santiago Lapeira (1992)
- Le fils de Marie, regia di Jacinto Esteva (2014)
- Cenestesia, regia di Joan Vall Karsunke (2019)

### Televisione
- Teatre – serie TV, 1 episodio (1990)

## Riconoscimenti
- Festival di San Sebastián
  - 1967 – Concha de Plata alla migliore attrice per Una historia de amor